# Baetis fuscatus
Baetis fuscatus is een haft uit de familie Baetidae. De wetenschappelijke naam werd gepubliceerd in 1761 door Carl Linnaeus.
De soort komt voor in het Palearctisch gebied.